# 2. Sinfonie (Mjaskowski)
Die Sinfonie in cis-Moll op. 11 ist die zweite Sinfonie des Komponisten Nikolai Jakowlewitsch Mjaskowski.

## Entstehungsgeschichte
1911 schloss Mjaskowski sein Studium am Sankt Petersburger Konservatorium ab und musste nun sein Können als freier Künstler unter Beweis stellen. Im Frühjahr begegnete er erstmals dem Dirigenten Konstantin Saradschew, der sofort das Potential der Musik Mjaskowskis erkannte. Am 12. Juni 1911 wurde mit der sinfonischen Dichtung Das Schweigen unter Saradschews Leitung erstmals ein Orchesterwerk Mjaskowskis aufgeführt. Von diesem Erlebnis beflügelt, arbeitete Mjaskowski in der Folgezeit sehr produktiv. Das Ergebnis waren eine Überarbeitung von Das Schweigen, eine Sinfonietta und die zweite Sinfonie.

## Analyse

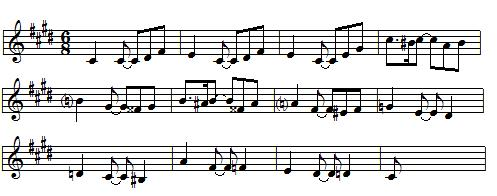
Thema des ersten Satzes

Die Stücke, die Mjaskowski vor dem Ersten Weltkrieg schrieb (unter anderem die ersten drei Sinfonien und die beiden sinfonischen Dichtungen) tragen nach eigener Aussage des Komponisten den „Stempel eines tiefen Pessimismus“. Dieser Pessimismus, hervorgerufen durch das persönliche Schicksal sowie die politischen Umstände der Zeit, ist auch in dieser Sinfonie zu erkennen: Unruhige und spannungsgeladene Passagen wechseln sich mit lyrischen Melodien ab, Naturassoziationen gehen über in Bilder von Kampf und Tod. Trotzdem orientiert sich die Tonsprache der Frühwerke noch an den romantischen Vorbildern. Der erste Satz steht und endet in cis-Moll, der zweite langsame Satz steht in a-Moll. Das eigentlich dreisätzige Werk erscheint zweisätzig, da der zweite und dritte Satz ineinander übergehen. Dieser Eindruck wird dadurch hervorgerufen, dass das Ende des zweiten Satzes, zunächst in A-Dur, das Hauptthema des dritten Satzes vorwegnimmt und über ein Accelerando zum dritten Satz führt. Der Satz endet wieder in cis-Moll.

## Rezeption und Kritik
Das Stück wurde am 11. Juli 1912, also noch vor der Uraufführung der ersten Sinfonie, im Moskauer Narodni Dom unter der Leitung von Konstantin Saradschew uraufgeführt, nach anderen Quellen am 28. Juni 1913 in Pawlowsk unter der Leitung von Alexander Petrowitsch Aslanow. Von einem Konzert im April 1915 unter der Leitung von Hugo Warlich berichteten Mjaskowskis Freunde ihm in Briefen, da er zu dieser Zeit an der Front diente. Später sagte Mjaskowski über das Stück, es sei „Zuckerwasser mit Seufzern von Rachmaninow und Tschaikowski“.